# Kanton Sainte-Foy-la-Grande
Kanton Sainte-Foy-la-Grande (fr. Canton de Sainte-Foy-la-Grande) je francouzský kanton v departementu Gironde v regionu Akvitánie. Tvoří ho 14 obcí.

## Obce kantonu
- Caplong
- Eynesse
- Les Lèves-et-Thoumeyragues
- Ligueux
- Margueron
- Pineuilh
- Riocaud
- La Roquille
- Saint-André-et-Appelles
- Saint-Avit-de-Soulège
- Saint-Avit-Saint-Nazaire
- Sainte-Foy-la-Grande
- Saint-Philippe-du-Seignal
- Saint-Quentin-de-Caplong